# Davey Jones
David „Davey“ Jones (* um 1888 in Lutcher, Louisiana; † um 1953) war ein US-amerikanischer Jazzsaxophonist, Trompeter und Multiinstrumentalist des New Orleans Jazz.
Um 1910 spielte er in einer Brass Band in seiner Heimatstadt und bald darauf im Storyville Viertel von New Orleans. 1918 bis 1921 war er im Orchester von Fate Marable auf dem Mississippidampfer S. S. Capitol. Er spielte dort Trompete. Dort war auch Louis Armstrong, dem er Notenlesen beibrachte. 1921 spielte er bei King Oliver in Kalifornien und 1922 bei den Record Breakers von R. Q. Dickerson. Danach war er mit Dickerson in den Bostonians von Wilson Robinson und anschließend Andrew Preer, die im Cotton Club in New York City spielten. 1925 nahmen sie unter dem Namen Cotton Club Orchestra auf. Danach kehrte er nach New Orleans zurück, wo er eine eigene Band in der Pelican Dance Hall leitete, mit dem Tuxedo Orchestra von William Ridgley spielte und mit Lee Collins die Astoria Hot Eight leitete. Mit ihnen nahm er 1929 auf, wobei er Saxophon spielte.
Er war ein Multiinstrumentalist, der auch Mellophon, Waldhorn (French Horn), Schlagzeug und Saxophon spielte. Nach den Erinnerungen von Danny Barker war Mellophon und Waldhorn sein Lieblingsinstrument, auf denen er auch improvisierte – was damals in Bands überwiegend nur bei den Klarinettisten üblich war. Außerdem war er harmonisch versiert und spielte strange changes auf dem Mellophon. Auch damit war er ein Vorbild für Armstrong.
Er unterrichtete auch den jungen Joe Newman, der später bei Count Basie spielte.

## Lexikalischer Eintrag
- Ian Carr, Digby Fairweather, Brian Priestley: Rough Guide Jazz. Der ultimative Führer zur Jazzmusik. 1700 Künstler und Bands von den Anfängen bis heute. Metzler, Stuttgart/Weimar 1999, ISBN 3-476-01584-X.